# Ex lex
Ex lex latin, jogi kifejezés. Jelentése: törvényen kívüli, törvény által nem szabályozott viszony, állapot, helyzet.
A magyar történelemben a Horthy-rendszer időszakában ilyen állapotnak tekintették az 1918-19-es Népköztársaság és Tanácsköztársaság időszakát.

## Példa az ex lex állapotra
A magyar törvényalkotási folyamatban (az Alkotmány [1949/XX.] által szabályozva) a köztársasági elnöknek küldik meg a parlamentben elfogadott törvényjavaslatot. A köztársasági elnök egy alkalommal visszaküldheti megfontolásra ezt a javaslatot. Ha nem teszi ezt meg, akkor alá kell írnia és ki kell hirdetnie a törvényt. Azonban egy harmadik lehetőség választása esetén (pl.: nem nyúl hozzá a törvényhez) ex lex állapot következik be. A törvény előírja ugyanis az államfő kötelességeit, azoknak megszegése esetén viszont nem tartalmaz szankciókat. Az adott törvény így nem léphet hatályba, hiába a parlamenti támogatottság. Az államfőnek a kötelességszegése pedig automatikusan, jog szerint nem jár semmiféle tényleges szankcióval (pl.: bírósági eljárás, leváltás stb.).

## Az ex lex gyakorlati haszna
A fenti példából levezethető, hogy az ex lex állapot egy tudatosan beépített jogi formula. Hiszen szankciót írni ehhez bármikor lehet, mégis tudatosan kerülik ezt. Az ex lex állapot itt ugyanis – kis túlzással – vészfékként üzemel, a demokratikus, jogállami rendszer utolsó „mentsvára”. Az államfő a demokrácia védelme érdekében alkalmazhatja ezt, ha szükségesnek ítéli.